# 全能
| ウィキペディアには「全能」という見出しの百科事典記事はありません（タイトルに「全能」を含むページの一覧/「全能」で始まるページの一覧）。 代わりにウィクショナリーのページ「全能」が役に立つかもしれません。 |